# A.C.A.
A.C.A. je nekdanje argentinsko dirkaško moštvo, ki je nastopalo na dirkah za Veliko nagrado med sezonama 1949 in 1952, predvsem na neprvenstvenih dirkah Formule 1 v Južni Ameriki, ustanovljeno je bilo leta 1949. Z dirkalniki Maserati 4CLT in Ferrari 166 so skupno nastopili na štiriinštiridesetih dirkah, na katerih so dosegli dvanajst zmag in še tri uvrstitev na stopničke. Za moštvo so dirkali Juan Manuel Fangio, José Froilán González, Oscar Gálvez, Adriano Malusardi, Benedicto Campos in Louis Rosier.

## Zmage
| Sezona | Dirka                                   | Dirkač                | Dirkalnik     | Poročilo |
| ------ | --------------------------------------- | --------------------- | ------------- | -------- |
| 1949   | Velika nagrada Generala San Martína     | Juan Manuel Fangio    | Maserati 4CLT | Poročilo |
| 1950   | Velika nagrada Parané                   | Juan Manuel Fangio    | Ferrari 166   | Poročilo |
| 1950   | Velika nagrada Predsednika Alessandrija | Juan Manuel Fangio    | Ferrari 166   | Poročilo |
| 1951   | Velika nagrada Generala Juana Peróna    | José Froilán González | Ferrari 166   | Poročilo |
| 1951   | Velika nagrada Eve Duarte Perón         | José Froilán González | Ferrari 166   | Poročilo |
| 1952   | Velika nagrada Interlagosa              | Juan Manuel Fangio    | Ferrari 166   | Poročilo |
| 1952   | Velika nagrada Ria de Janeira           | José Froilán González | Ferrari 166C  | Poročilo |
| 1952   | Quinta da Boavista                      | Juan Manuel Fangio    | Ferrari 166   | Poročilo |
| 1952   | Velika nagrada Generala Juana Peróna    | Juan Manuel Fangio    | Ferrari 166   | Poročilo |
| 1952   | Velika nagrada Eve Duarte Perón         | Juan Manuel Fangio    | Ferrari 166   | Poročilo |
| 1952   | Velika nagrada Urugvaja                 | Juan Manuel Fangio    | Ferrari 166   | Poročilo |
| 1952   | Velika nagrada Montevidea               | Juan Manuel Fangio    | Ferrari 166   | Poročilo |